# Маурицхејс
Краљевска галерија слика Маурицхејс (хол. Mauritshuis, „Морицова кућа“) је уметнички музеј у Хагу у Холандији. То је некада била резиденција принца Мориса од Насауа, а сада је у њој смештена уметничка колекција са делима Јоханеса Вермера, Рембранта, Јана Стена, Паулуса Потера, Франса Халса и Ханса Холбајна Млађег. Године 2007. музеј је посетило 250.000 људи.

## Историја зграде и музеја
Маурицхејс је добио име по принцу Морису од Насауа који је 1631. купио плац за ово здање. Изграђен је између 1636. и 1641, у време кад је он био гувернер Холандског Бразила или „Нове Холандије“. Зграда је изграђена у стилу холандског барока. 
Пожар 1704. је уништио већи део унутрашњости Маурицхејса. Зграда је рестаурирана између 1708. и 1718. Холандска држава је откупила ову зграду 1820, да би у њу сместила краљевски кабинет слика.
Године 1822. Маурицхејс је отворен за јавност. У њему је био смештен краљевски кабинет слика и краљевски кабинет куриозитета. Цео музеј је посвећен само сликарству 1875. 
Маурицхејс је био државни музеј док није приватизован 1995. Тада је основана фондација која се брине и о згради и о колекцији која јој је дата на дугорочни зајам. Зграда је у власништву државе, а фондација музеја је изнајмљује. 

## Колекција
Колекцију слику штатхоудера Вилема V је холандској држави поклонио његов син, краљ Вилем I. Ова колекција је била језгро краљевског кабинета слика и цртежа и садржавала је око 200 слика. Данас она носи име Краљевска галерија слика и садржи скоро 800 слика. Колекција се углавном ослања на холандске и фламанске сликаре: Питера Бројгела, Паулуса Потера, Питера Паула Рубенса, Рембранта ван Ријна, Јакоба ван Ројсдала, Јоханеса Вермера и Рохира ван дер Вејдена. Ту су и дела немачког сликара Ханса Холбајна.

### Најпознатији експонати
- Јоханес Вермер
Девојка са бисерном минђушом (око 1665)
- Рембрант ван Ријн
Час анатомије доктора Николаса Тулпа (око 1632)
- Паулус Потер
Бик (око 1647)
- Франс Халс
Дечак који се смеје (око 1625)